# Ангистенска римска вила
Ангистенската римска вила (на гръцки: Ρωμαϊκή βίλα στην Αρχαία πόλη Αγγίστας) е археологически обект в античния град, разположен край гръцкото село Ангиста, Егейска Македония. Намира се на територията на съвременния дем Амфиполи.

## Местоположение
На нисък хълм близо до южния бряг на река Драматица, североизточно от село Ангиста са разположени руините на вилата и на целия античен град.

## История
Повърхностните отломки определят, че градът съществува от V век пр. Хр. до XIV век сл. Хр. В него е разкопана голяма римска вила, простираща се на площ от 1100 m2. Тя се състои от официалните стаи (триклинион), атриума, комплекс от малки стаи и осмоъгълна кула в югозападния ъгъл. Триклиниумът се състои от голяма зала, която завършва с полукръгла арка и е фланкирана от пет стаи, три от северната и две от южната страна. Атриумът се състои от три аркади. Комплексът от спомагателни помещения се състои от шест неравномерни пространства с отделен вход. Повечето от стаите са с мозаечни подове, които са запазени в лошо състояние. Оцелелите секции показват разнообразие в разпределението на декоративните теми. Преобладават геометричните мотиви, разделени с летвични рамки. Доминиращите цветове са синьо, бяло, червено и жълто. Почти в средата на триклиниума е открит изграден кладенец с осмоъгълен план. Тухлената конструкция обхваща осмоъгълен басейн, чиито стени са облицовани с мраморни плочи. От югоизток на кладенеца започва водопровод, изграден по права линия към югоизточния му ъгъл.
Сградният комплекс е разделен на три фази. Разрушителният слой на първата фаза датира от годините на Адриан (117 – 138 г. сл. Хр.). Няма надеждни доказателства за точната датировка на втората, която е основната фаза на сградата. Въз основа на монети, използването на вилата е удостоверено до IV век сл. Хр. През късновизантийската епоха някои от пространствата на вилата са били използвани за временно настаняване.